# Nir Bitton
Nir Bitton (Hebreeuws: ניר ביטון) (Asjdod, 30 oktober 1991) is een Israëlisch voetballer die doorgaans speelt als middenvelder. In januari 2025 verruilde hij Maccabi Tel Aviv voor MS Asjdod. Bitton maakte in 2010 zijn debuut in het Israëlisch voetbalelftal.

## Clubcarrière
Bitton maakte zijn debuut voor MS Ashjod in de Ligat Ha'Al tegen Beitar Jeruzalem op 25 april 2009, toen hij na rust als invaller in het veld kwam. In dat duel kreeg hij ook direct een gele kaart getoond van de scheidsrechter van dienst. In januari 2012 sloot Bitton zich aan bij Manchester City voor een één week durende stage. In zijn laatste proefwedstrijd scoorde hij tweemaal en gaf hij een assist op Mario Balotelli. In juli 2012 mocht de middenvelder terugkeren bij de Engelse club toen een oefenstage in Oostenrijk werd afgewerkt en gespeeld werd tegen Al-Hilal en Dynamo Dresden. Bitton speelde als defensieve middenvelder achter Yaya Touré. In een oefenwedstrijd tegen een Maleisisch elftal mocht hij niet meespelen, omdat Maleisië Israël niet erkent. In augustus 2013 verkaste Bitton naar Celtic. De Schotse club nam de middenvelder voor circa acht ton over van MS Asjdod en liet hem voor vier jaar tekenen in Glasgow. Op 21 september 2013 maakte hij zijn debuut voor Celtic in de competitiewedstrijd tegen St. Johnstone (2–1 winst). Met Celtic werd Bitton in het seizoen 2013/14 landskampioen van Schotland. In het seizoen 2014/15 was hij een vaste waarde in het elftal van Celtic en speelde hij mee in 31 competitiewedstrijden (twee doelpunten); wederom werd de landstitel gewonnen. Bitton speelde aan het begin van het seizoen 2015/16 mee in alle zes kwalificatiewedstrijden voor Europees voetbal. In de play-offwedstrijd voor deelname aan de UEFA Champions League tegen Malmö FF op 19 augustus 2015 was Bitton na tien minuten trefzeker, maar door de 3–2 eindstand plaatste Celtic zich niet voor de Champions League. In de zomer van 2022 verliep zijn verbintenis na negen seizoenen. Daarop verkaste hij naar Maccabi Tel Aviv, waar hij voor twee jaar tekende met een optie extra. Tijdens de eerste helft van het seizoen 2024/25 kwam hij maar tot één competitiewedstrijd, waarna hij terugkeerde bij MS Asjdod.

## Clubstatistieken
| Seizoen | Club             | Competitie     | Competitie | Competitie | Beker | Beker | Europa | Europa | Totaal | Totaal |
| Seizoen | Club             | Competitie     | Wed.       | Dlp.       | Wed.  | Dlp.  | Wed.   | Dlp.   | Wed.   | Dlp.   |
| ------- | ---------------- | -------------- | ---------- | ---------- | ----- | ----- | ------ | ------ | ------ | ------ |
| 2009/10 | MS Asjdod        | Ligat Ha'Al    | 19         | 1          | ?     | ?     | —      | —      | 19     | 1      |
| 2010/11 | MS Asjdod        | Ligat Ha'Al    | 34         | 5          | ?     | ?     | —      | —      | 34     | 5      |
| 2011/12 | MS Asjdod        | Ligat Ha'Al    | 36         | 4          | ?     | ?     | —      | —      | 36     | 4      |
| 2012/13 | MS Asjdod        | Ligat Ha'Al    | 31         | 4          | 1     | 0     | —      | —      | 32     | 4      |
| 2013/14 | MS Asjdod        | Ligat Ha'Al    | 1          | 0          | 0     | 0     | —      | —      | 1      | 0      |
| 2013/14 | Celtic           | Premier League | 15         | 0          | 2     | 0     | 3      | 0      | 20     | 0      |
| 2014/15 | Celtic           | Premier League | 31         | 2          | 7     | 0     | 5      | 0      | 43     | 2      |
| 2015/16 | Celtic           | Premier League | 30         | 5          | 5     | 0     | 11     | 3      | 46     | 8      |
| 2016/17 | Celtic           | Premier League | 26         | 1          | 5     | 0     | 8      | 1      | 39     | 2      |
| 2017/18 | Celtic           | Premier League | 14         | 0          | 3     | 0     | 6      | 0      | 23     | 0      |
| 2018/19 | Celtic           | Premier League | 7          | 0          | 3     | 0     | 0      | 0      | 10     | 0      |
| 2019/20 | Celtic           | Premier League | 15         | 0          | 5     | 0     | 11     | 0      | 31     | 0      |
| 2020/21 | Celtic           | Premier League | 14         | 1          | 1     | 0     | 6      | 0      | 21     | 1      |
| 2021/22 | Celtic           | Premier League | 24         | 1          | 5     | 1     | 9      | 0      | 38     | 2      |
| 2022/23 | Maccabi Tel Aviv | Ligat Ha'Al    | 21         | 1          | 3     | 0     | 5      | 0      | 29     | 1      |
| 2023/24 | Maccabi Tel Aviv | Ligat Ha'Al    | 9          | 0          | 1     | 0     | 9      | 0      | 19     | 0      |
| 2024/25 | Maccabi Tel Aviv | Ligat Ha'Al    | 1          | 0          | 0     | 0     | 2      | 0      | 3      | 0      |
| 2024/25 | MS Asjdod        | Ligat Ha'Al    | 0          | 0          | 0     | 0     | —      | —      | 0      | 0      |
| Totaal  | Totaal           | Totaal         | 328        | 25         | 41    | 1     | 75     | 4      | 444    | 30     |

Bijgewerkt op 8 januari 2025.

## Interlandcarrière
In 2009 werd Bitton geselecteerd om in het Israëlisch voetbalelftal te spelen. Op 26 mei 2010 maakte hij zijn debuut voor Israël in de vriendschappelijke wedstrijd tegen Uruguay (4–1 verlies). Bitton was in 2014 en 2015 basisspeler in het kwalificatietoernooi voor het Europees kampioenschap voetbal 2016. Hij speelde in alle wedstrijden en maakte in de interland tegen Andorra op 3 september 2015 zijn eerste interlanddoelpunt. Na twintig minuten verdubbele Bitton de score (2–0), waarna Tomer Hemed en Moanes Dabour voor rust de eindstand bepaalden op 4–0. Drie dagen later speelde hij met Israël doelpuntloos gelijk in en tegen Wales, waardoor het land steeg naar de derde plaats in de kwalificatiegroep.
| 1 | 3 september 2015 | Israël – Andorra    | 2 – 0 | 4 – 0 | EK 2016 kwalificatie |
| 2 | 10 oktober 2015  | Israël – Cyprus     | 1 – 1 | 1 – 2 | EK 2016 kwalificatie |
| 3 | 12 november 2021 | Oostenrijk – Israël | 0 – 1 | 4 – 2 | WK 2022 kwalificatie |

## Erelijst
| Competitie       |        |                                                                        |        |        |
| Competitie       | Aantal | Jaren                                                                  |        |        |
| Celtic           | Celtic | Celtic                                                                 | Celtic | Celtic |
| ---------------- | ------ | ---------------------------------------------------------------------- | ------ | ------ |
| Premiership      | 8      | 2013/14, 2014/15, 2015/16, 2016/17, 2017/18, 2018/19, 2019/20, 2021/22 |        |        |
| Scottish Cup     | 4      | 2016/17, 2017/18, 2018/19, 2019/20                                     |        |        |
| League Cup       | 6      | 2014/15, 2016/17, 2017/18, 2018/19, 2019/20, 2021/22                   |        |        |
| Maccabi Tel Aviv |        |                                                                        |        |        |
| Ligat Ha'Al      | 1      | 2023/24                                                                |        |        |